# Osminia
Osminia là một chi bướm đêm thuộc họ Sesiidae.

## Các loài
- Osminia fenusaeformis (Herrich-Schäffer, 1852)
- Osminia donahueorum  Duckworth & Eichlin, 1983
- Osminia ruficornis (Edwards, 1881)
- Osminia albipilosa  Eichlin, 1998
- Osminia bicornicolis  Duckworth & Eichlin, 1983
- Osminia colimaensis  Duckworth & Eichlin, 1983
- Osminia exigua  Eichlin, 1998
- Osminia ferruginea  Le Cerf, 1917
- Osminia fisheri  Eichlin, 1987
- Osminia heitzmani  Eichlin, 1998
- Osminia phalarocera  Duckworth & Eichlin, 1983
- Osminia rubrialvus  Eichlin, 1998
- Osminia namibiana  Kallies, 2004
- Osminia gorodinskii (Gorbunov & Arita, 2001)